# Sami Hill
Samantha "Sami" Hill (Honolulu, 8 de junho de 1992) é uma jogadora de polo aquático estadunidense que atua como goleira, campeã olímpica.

## Carreira
Hill fez parte do elenco campeão olímpico pelos Estados Unidos nos Jogos Olímpicos de 2016.